# Harmac
Harmac (szlovákul: Chrámec) község Szlovákiában, a Besztercebányai kerületben, a Rimaszombati járásban.

## Fekvése
Rimaszombattól közúton 17 km-re délkeletre, a magyar határ mellett, Ózdtól 10 km-re északnyugatra található.

## Története
1246-ban "Hajamuch" alakban említik először. 1294-ben "Harmach", 1348-ban "Harmath" néven szerepel az írott forrásokban. A 12. század végén a Hont-Pázmány nemzetség birtoka, a 15. századtól több nemesi családé. 1332-ben már állt Mihály arkangyal tiszteletére szentelt temploma, melyet a pápai tizedjegyzék is említ. Papja 6 garas tizedet fizetett, melynek negyede az esztergomi érseké volt. A község területén egykor több vár is állt, Mihályvárnak ma csak csekély maradványai találhatók. Birin várában a 15.-16. században pálos kolostor volt, a török 1566-ban pusztította el. A faluban is csak 11 család maradt. 1773-ban 28 jobbágy, 9 zsellér és 2 vagyontalan család élt a településen. 1828-ban 73 házában 618 lakos élt, akik főként mezőgazdasággal foglalkoztak.
Vályi András szerint: "HARMACZ. Magyar falu Gömör Várm. földes Urai több Uraságok, lakosai katolikusok, és reformátusok, fekszik Serkéhez fél mértföldnyire, Dobócznak filiája, földgye ki vévén 1/6 jó termékenységű, piatzozása kettő hasznos, legelője elég, fája mind a’ két féle, makkja, malma is a’ határjában van."
Fényes Elek szerint: "Harmacz, magyar falu, Gömör és Kis-Hont egyesült vmegyékben, Rimaszécshez délnyugotra 1 órányira: 240 kath., 1036 ref. lak. Ref. anya-, kath. leány-szentegyház. Több uri lakház. Határa róna, s gazdag termékenységü; dohányt, dinnyét sokat termeszt. F. u. többen. Ut. p. Rimaszombat."
Gömör-Kishont vármegye monográfiája szerint: "Harmacz, rimavölgyi magyar kisközség, körjegyzőségi székhely, 151 házzal és 658, nagyobbrészt ev. ref. vallású lakossal. Szintén ősrégi község, mely egy 1244-iki adománylevélben Haramucz néven van említve. 1404-ben a velezdi Kövér család az ura, 1414-ben a szuhai Jákófy és a Fedémesy család, 1427-ben a Jeney család. 1441-ben Hamach és Harmath néven találjuk feljegyezve, 1446-ban a Jánoky család a birtokosa, utána a Hanvayak, 1474-ben a Vajda családot is itt találjuk. 1480-ban az osgyáni Bakos család a Jeneyeknek adja zálogba a birtokát, azután a Széchiek kezére kerül, később a br. Vécsey, a Szent-Ivány, a Prónay, a Madarassy és a Bónis család a birtokosa, most pedig özv. Prónay Pálnénak és Holló Arzénnak van itt nagyobb birtoka és az utóbbinak úrilaka, melyet 1700 körül Madarassy József alispán építtetett. A község határában három várhely van. Az egyik az ú. n. Birinyvár, a másik a Pogányvár és a harmadik a Mihályvár. A Birinyvár helyén a XVI. században pálos kolostor volt. A Pogányvár, úgy látszik, már a honfoglaláskor fennállott. Ma már egyiknek sincs nyoma. Református temploma Árpád-korszakbeli építmény, de 1802-ben megújíttatott. Harmacz mellett feküdt hajdan Ozow, Azow község, melyet egy 1294-ből való oklevél említ. Ugyancsak Harmaczczal volt határos Daruság is, melyet 1347-ben említenek. A község postája, távírója és vasúti állomása Rimaszécs."
A trianoni békeszerződésig területe Gömör-Kishont vármegye Feledi járásához tartozott. 1938 és 1944 között ismét Magyarország része volt.

## Népessége
| Év:            | 1994. | 2004. | 2014.    | 2024.   |
| -------------- | ----- | ----- | -------- | ------- |
| Emberek száma: | 380   | 399   | 441      | 461     |
| Eltérés:       |       | +5 %  | +10,52 % | +4,53 % |

| Év:            | 2023. | 2024.   |
| -------------- | ----- | ------- |
| Emberek száma: | 455   | 461     |
| Eltérés:       |       | +1,31 % |

1910-ben 706-an, túlnyomórészt magyarok lakták.
2001-ben 397 lakosából 263 magyar, 79 cigány és 46 szlovák.
2011-ben 418 lakosából 241 magyar, 103 cigány és 56 szlovák.

## Nevezetességei
- Református temploma 1802-ben a korábbi gótikus templom bővítésével épült.
- Szent Anna tiszteletére szentelt római katolikus temploma 1969-ben épült.

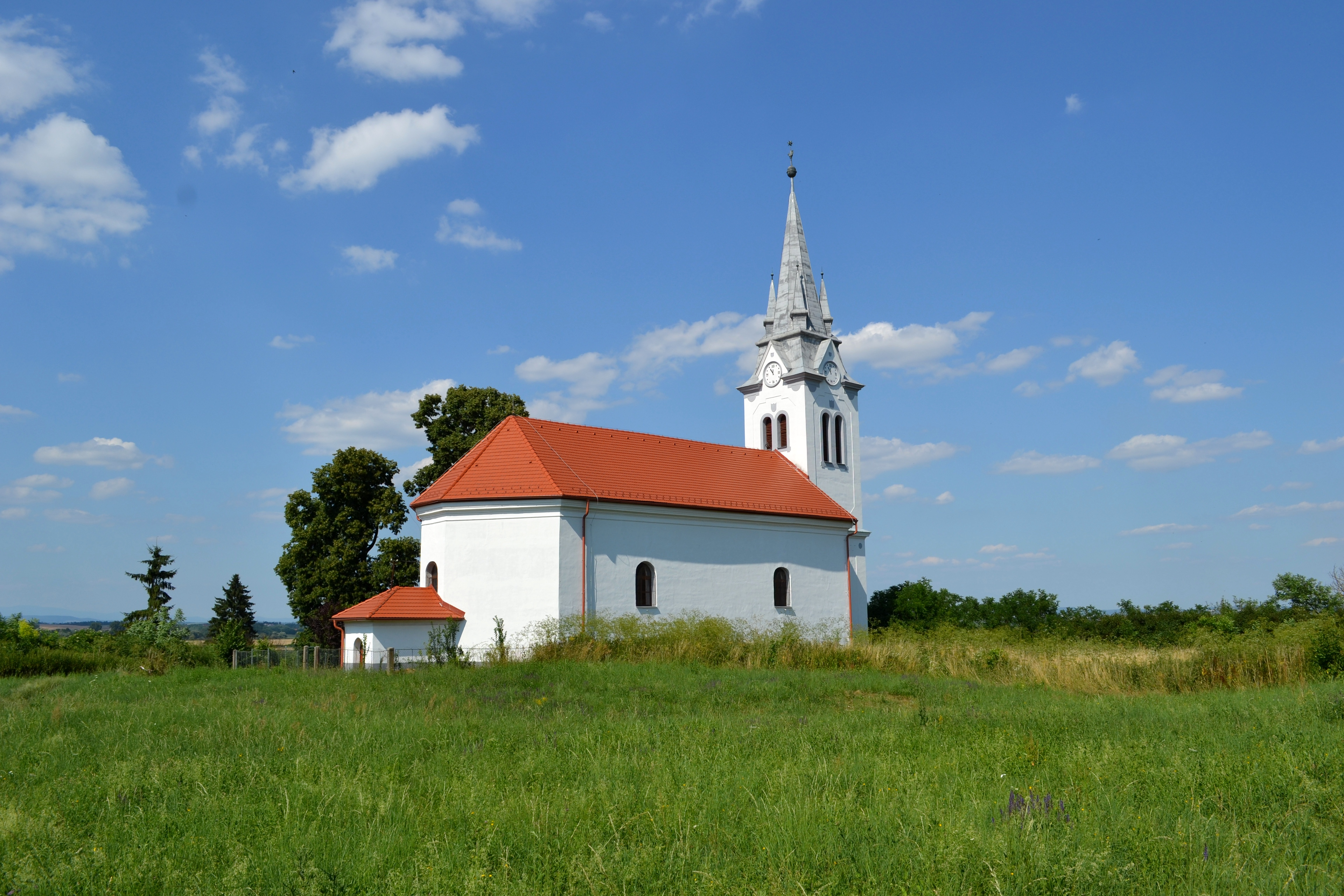
Református templom
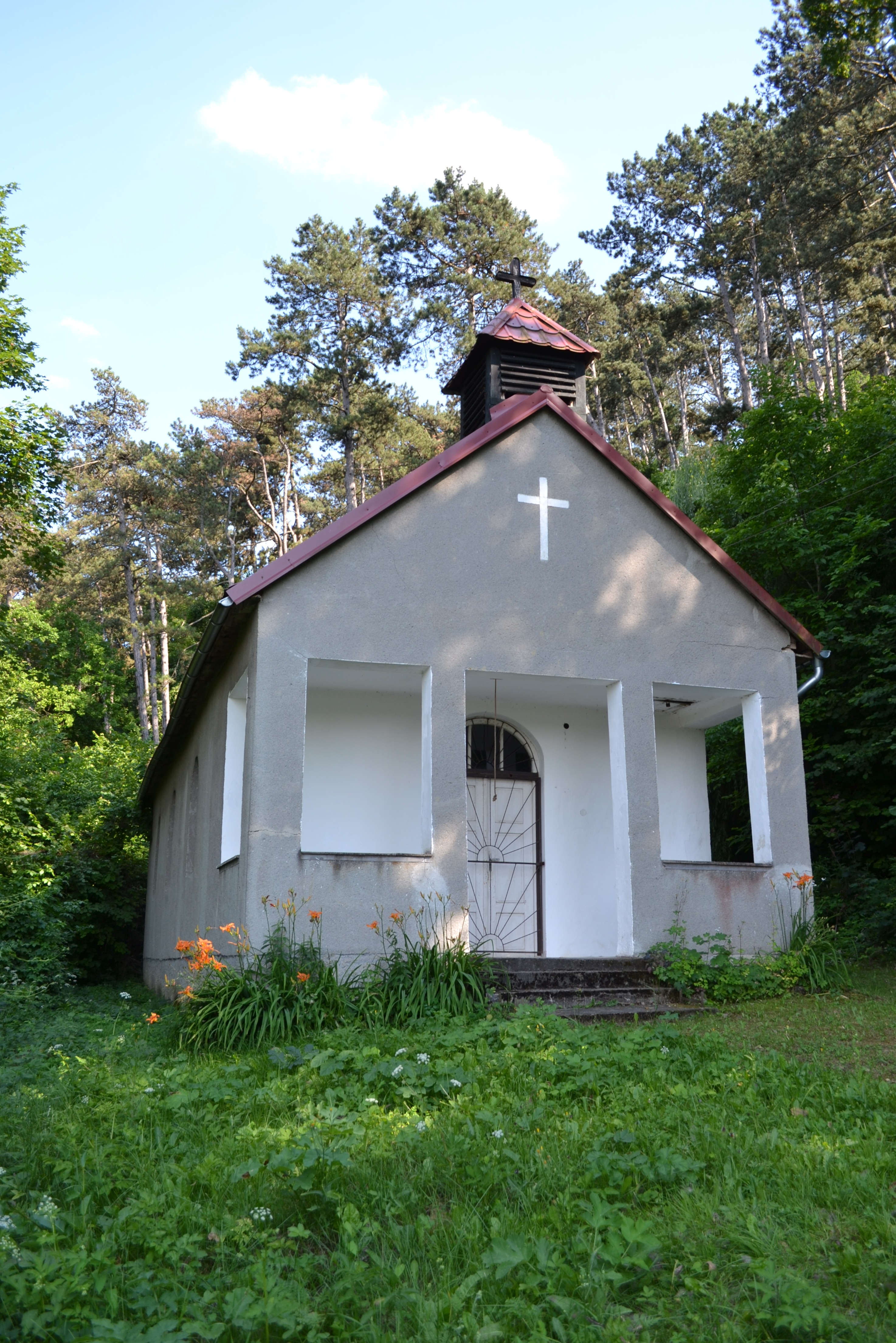
Szent Anna katolikus templom

## Külső hivatkozások
- Községinfó
- Harmac Szlovákia térképén
- Alapinformációk
- E-obce.sk